# اچ‌ام‌اس گرس‌هوپر (تی۸۵)
اچ‌ام‌اس گرس‌هوپر (تی۸۵) (به انگلیسی: HMS Grasshopper (T85)) یک کشتی است که طول آن ۱۹۶ فوت ۶ اینچ (۵۹٫۹ متر) می‌باشد. این کشتی در سال ۱۹۳۹ ساخته شد.